# Jan van Huchtenburgh

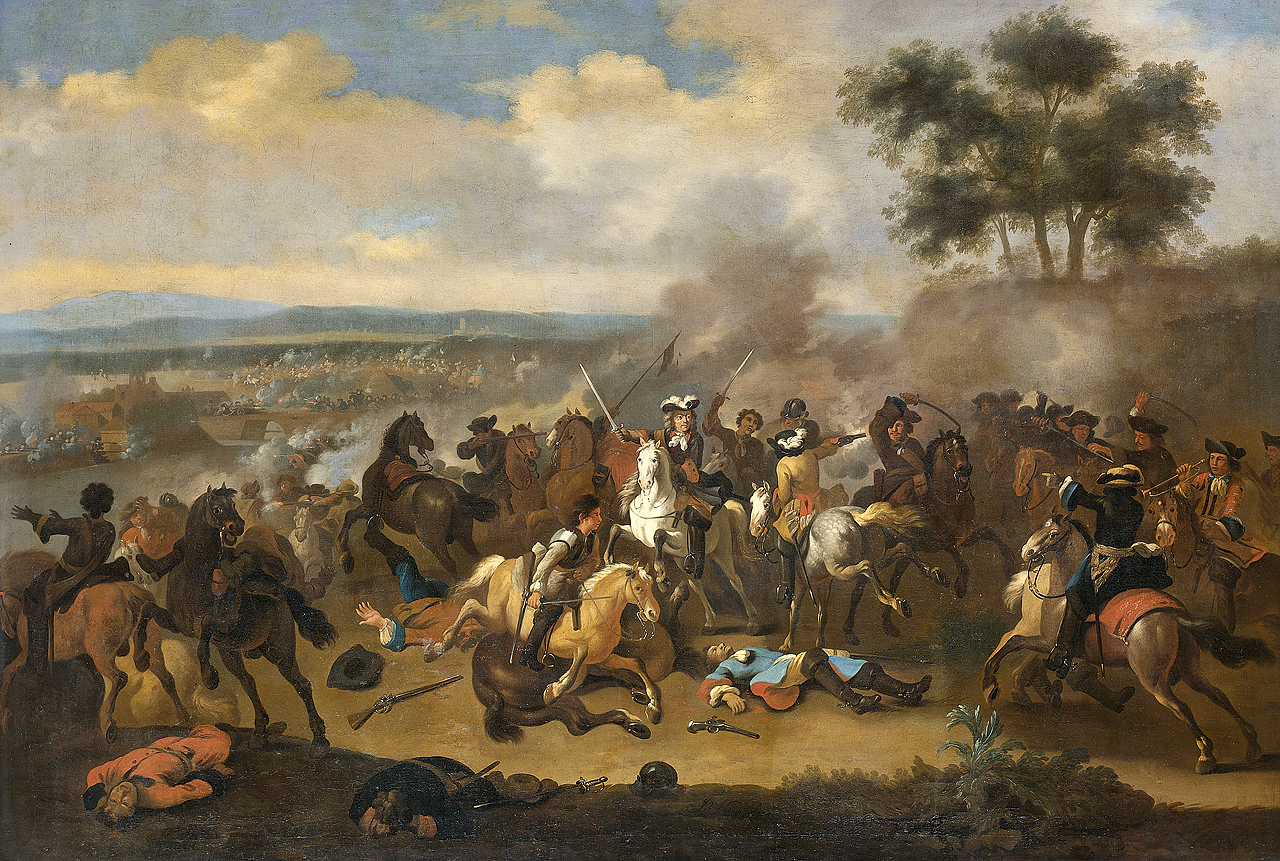
Batalla del Boyne entre Jaime II y Guillermo III, 11 de junio de 1690, Huchtenburg.

Jan van Huchtenburg, también transcrito Hughtenburg o Hugtenburgh (Haarlem, 1647-Ámsterdam, 1733) fue un pintor del Siglo de oro neerlandés. Con su hermano Jacob van Huchtenburg (Haarlem, 1644-Ámsterdam, 1675) residió algún tiempo en París. Se tienen noticias de sus vidas por Arnold Houbraken. Menos fiable es la información del siglo XIX.

## Biografía
Jan van Huchtenburg, es un pintor especializado en la pintura de caballos y batallas como Esaias van de Velde y Philips Wouwerman, estudió inicialmente con Thomas Wijck. Con intención de visitar a su hermano viajó a Roma pero no pasó más allá de París, donde trabajó bajo las directrices de Adam Frans van der Meulen para la fábrica de gobelinos ocupado en la pintura de cartones para la confección de tapices.
En 1670 se instaló en Haarlem, donde se casó con Elisabeth Mommes. Parece ser que regentó un taller en Haarlem o en la La Haya. Su estilo, durante esta época, se caracterizó por las influencias de Wouwerman y Van der Meulen, que inspiraron sus cuadros de caza y otras escenas donde se representaban caballos y hombres vestidos de maneras diversas, que constituirán el motivo central de sus trabajos. Huchtenburg trabajó con Gerrit Adriaensz. Berckheyde, agregando gente y caballos a sus arbanas.
Más adelante Huchtenburg se aventuró en la pintura de escaramuzas de caballería, trabajos que obtuvieron el reconocimiento del príncipe Eugenio de Saboya y el rey Guillermo III de Inglaterra, quienes le encargaron la pintura de las batallas en las que habían participado en Europa.
Jacob van Huchtenburg comenzó su formación con Nicolaes Berchem. En 1662 se trasladó a Roma donde permaneció hasta 1667. En su viaje de vuelta a los Países Bajos se quedó en París durante más de un año, donde probablemente se encontró con su hermano. En 1669 se unió al gremio de San Lucas de Haarlem donde pintó generalmente en unión de su hermano. Alcanzó una posición acomodada y vivió en Prinsengracht.

## Obras

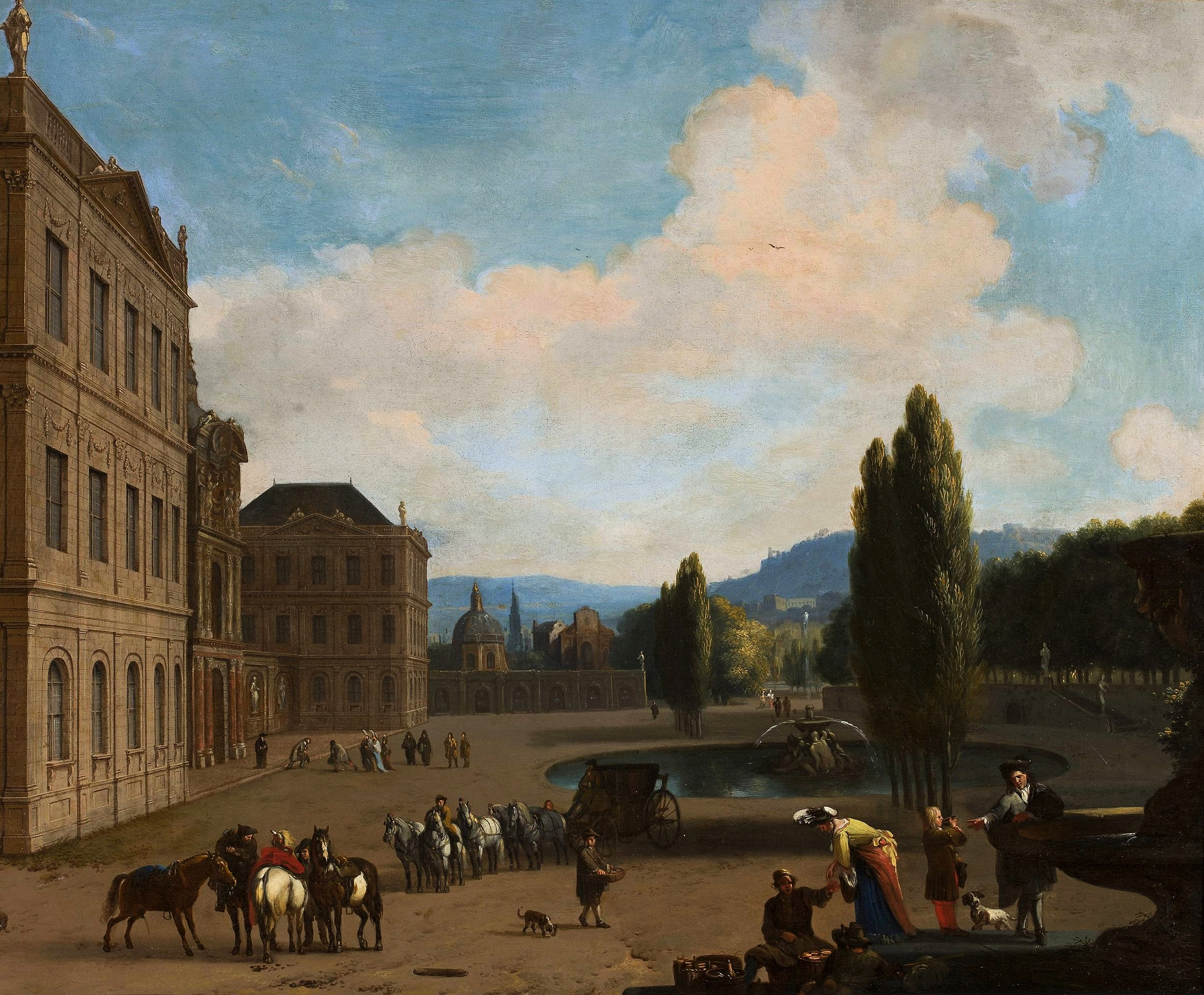
Paisaje del sur con grupos de personas en un parque y un palacio (c. 1662) por Jan Van Huchtenburg, Museo Nacional de Varsovia.

Sus primeros cuadros datan de 1674, cuándo realizó el Stag-Hunt conservado en la Gemäldegalerie de Berlín, y la Lucha con bandidos del Museo Liechtenstein de Viena. Una Escaramuza en Fleurus (1690), en la Bruselas-Halle-Vilvoordes parece ser la obra precedente de sus trabajos más importantes, como el Sitio de Namur (1695) en el Belvedere de Viena, donde Guillermo III en primer plano, está acompañado por Maximiliano II Manuel de Baviera, príncipe elector bávaro. Tres años antes, Huchtenburg había trabajado para el príncipe Eugenio de Saboya y el rey Guillermo III.
Después de 1696 trabajó regularmente como pintor de la corte del Príncipe Eugenio de Saboya y el rey Guillermo III por lo que actualmente existen en la Galleria Sabauda una serie de diez u once obras en tela, todas de la misma medida que describen varias batallas, comenzando con la batalla de Zenta (1697), la batalla de Chiari (1701), la batalla de Luzzara (1702), la batalla de Blenheim (1704), la batalla de Cassano (1705), la Batalla de Turin (1706), la Batalla de Oudenaarde (1708), la Batalla de Malplaquet (1709) y la batalla de Petrovaradin (1716) finalizando con la batalla de Belgrado (1717).
El duque de Marlborough fue un gran aficionado al arte, por lo que poseyó muchas obras de este artista. Aun así todo lo que quedaba en  1911 en el Palacio de Blenheim eran un par de bocetos de las batallas.
En 1911 había un cuadro de Huchtenburg en la Galería Nacional de Londres, otro en el Museo del Louvre, cuatro en Copenhague, seis en Dresde, dos obras estaban en Gotha, y en Múnich se puede encontrar la conocida obra de Tallart como prisionero en Blenheim en 1704.